# Refuge de la mort

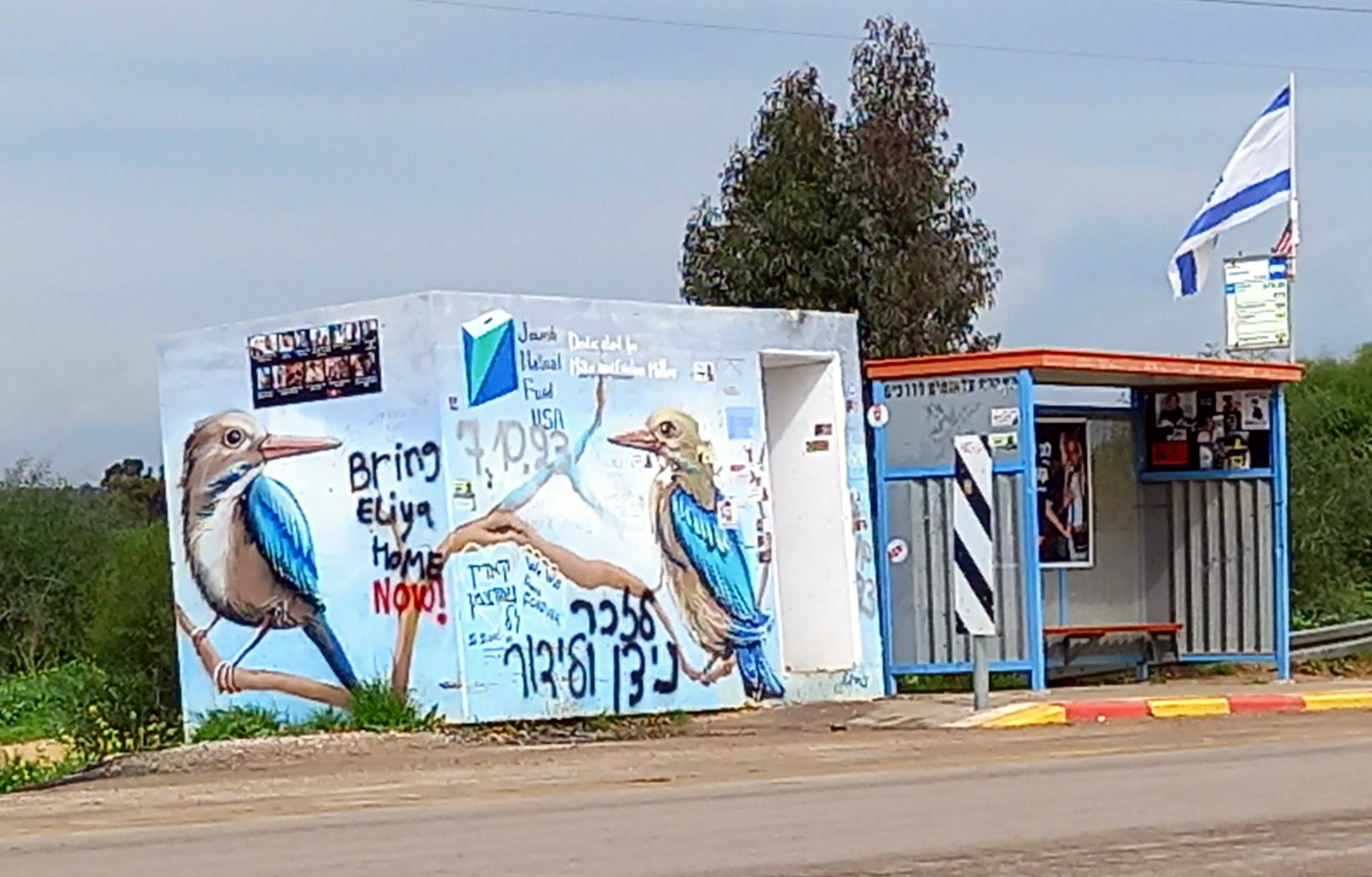
Refuge de la mort près du kibboutz de Re'im.

Les  refuges de la mort (en hébreu : מיגוניות המוות) sont les abris fortifiés situés à Re'im et Alumim, où des dizaines de jeunes Israéliens ont été tués et pris en otage alors qu'ils fuyaient le massacre du festival de musique de Re'im le 7 octobre 2023.

## Contexte
Dans le cadre de l'attaque surprise contre Israël le 7 octobre 2023, des terroristes que  les israéliennes décrivent comme les forces Nukhba du Hamas sont arrivés à un festival de musique appelé « Nova Festival », qui a eu lieu dans une forêt près du kibboutz de Re'im dans la nuit du 6 au 7 octobre 2023. Les forces du Hamas ont attaqué le festival, tuant 364 civils et en blessant des centaines d'autres. En outre, 44 personnes ont été enlevées par les forces du Hamas et d'autres organisations dans la bande de Gaza, dont certaines ont été libérées plus tard dans le cadre d'un échange d'otages et de l'« opération Arnon ». Au cours du massacre, les militants ont également commis des agressions sexuelles et des viols. Il s’agit de l’attaque terroriste la plus importante de l’histoire d’Israël.  
La loi israélienne impose des refuges connus sous le nom de Merkhav Mugan(en hébreu : מרחב מוגן), depuis plusieurs décennies. La première salle ou abri de sécurité était basé sur une loi de défense civile de 1951 qui a subi plusieurs révisions après des événements majeurs tels que le fait d'avoir été ciblé par des missiles Scud pendant la guerre du Golfe. Les abris seraient conçus pour résister aux explosions et aux éclats d'obus provenant d'armes standard, et offriraient une certaine protection contre les armes chimiques et biologiques.  

## Attaques et enlèvements du 7 octobre 2023

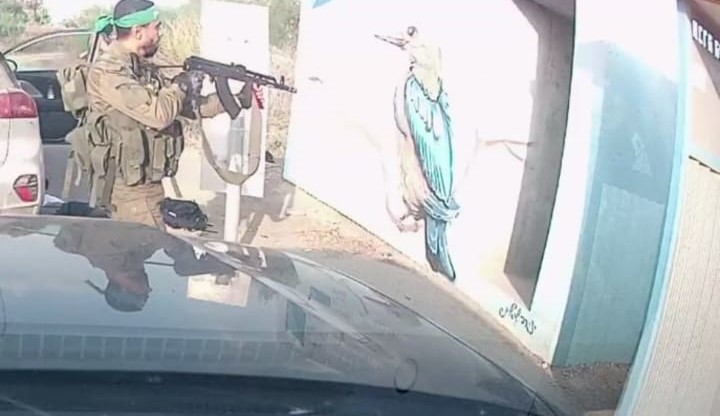
Le Hamas tire sur un abri anti-bombe près du festival Nova le 7 octobre 2023

### Refuge de Re'im
À l'arrivée des terroristes du Hamas sur les lieux, 27 festivaliers se sont enfuis vers l'abri fortifié de Re'im, où ils ont cherché refuge, parmi lesquels Aner Shapira et Hersh Goldberg-Polin. Selon les témoignages des survivants, Shapira a été l'avant dernier à entrer dans l'abri. Lorsque les terroristes du Hamas ont atteint l'abri, Shapira s'est armé d'une bouteille cassée et s'est tenu à l'entrée pour repousser les assaillants. Les terroristes ont commencé à lancer des grenades une par une à travers l'entrée de l'abri, dans le but de neutraliser ceux qui se trouvaient à l'intérieur. Shapira, qui se tenait près de l'entrée de l'abri, a intercepté les grenades et les a rejetées à l'extérieur, loin de l'abri. Après avoir bloqué au moins sept grenades de cette façon, Aner Shapira a été tué par un tir de roquette RPG.  
Par la suite, les forces du Hamas et d’autres organisations sont entrées dans l’abri et ont violemment traîné dehors cinq jeunes survivants (Hersh Goldberg-Poli, Or Levy, Alon Ohel, Eliya Cohen et Amit Rosenbaum), dont certains étaient blessés à des degrés divers, et, à l'exception d'Amit Rosenbaum qui a été relâchée, les ont chargés dans des camions pour être kidnappés et emmenés dans la bande de Gaza. Parmi les personnes kidnappées se trouvait Hersh Goldberg-Polin, qui a perdu sa main au cours de cette attaque. Il a ensuite été assassiné à Gaza, tandis que Or Levy et Eliya Cohen ont été libérés. Alon Ohel est toujours otage à Gaza.
Source : Hervé Deguine, Nitzan Horowitz, Les Assiégés. Dans l'enfer du 7 octobre, Paris, Le Cherche Midi, 2024, 232 p.

### Abri d'Alumim
Certains participants au festival ont fui vers d'Alumim, où ils se sont cachés dans l'abri fortifié du kibboutz. Les militants ont atteint l'abri et ont tué la plupart de ceux qui s'y trouvaient. Noam Cohen, l'un des survivants du massacre, a publié « Noam's Song 2 », documentant les moments de terreur dans l'abri, et plus tard dans un single musical avec Maor Ashkenazi.  

## Conséquences
Le 24 juin 2024, le siège pour le retour des otages et des personnes disparues du 7 octobre 2023 a publié une vidéo documentant l'enlèvement de Hersh Goldberg-Polin, Or Levi et Eliya Cohen du refuge de la mort. La Société nationale des routes d'Israël a été critiquée pour avoir repeint l'intérieur de l'abri, dissimulant ainsi les preuves de la violence et des effusions de sang qui y ont eu lieu. 